# Đổi mới
Đổi mới, « changer (đổi) nouveau (mới) » ou « renouveau » en vietnamien, ou aussi appelée politique du renouveau est une réforme économique majeure entamée par le Viêt Nam à partir de 1986. L'économie de marché a été autorisée puis encouragée par le Parti communiste vietnamien.
Cette libéralisation économique peut être rapprochée de celle amorcée par la Chine dès la fin des années 1970. Cette libéralisation est cependant officiellement considérée comme une étape destinée à instaurer à terme le communisme ; la doctrine marxiste n'a donc pas été abandonnée.
Contrairement à la perestroïka soviétique, la réforme n'a pas été immédiatement suivie d'une libéralisation politique.

## Histoire

### Contexte
Le Vietnam a subi des transformations économiques extraordinaires depuis le milieu des années 1980. La plupart des infrastructures du pays ont été détruites durant la guerre avec le sud vietnam les États-Unis pendant les années 1960 à 1970 et le gouvernement communiste met en œuvre un système économique centralisé après la réunification du pays en 1976.
Ce système implique une réforme agraire et la collectivisation publique de tous les biens de production. La performance économique sous un système économique centralisé était inadéquate et a entraîné plusieurs pénuries de denrées alimentaires, un développement industriel limité, des infrastructures mal adaptées et plus de 70 pour cent de la population vivant au seuil de la pauvreté. De plus, le Vietnam était isolé du reste de l’économie mondiale et avait peu d’échanges économiques avec les autres pays du bloc communiste.

### Doi Moi
Confronté à l’échec du système économique centralisé et exposé au succès de la réforme de la Chine, le gouvernement communiste du Vietnam au travers du sixième congrès du parti Communiste décide de lancer son initiative de renouveau économique « Doi Moi » en 1986. Le Doi Moi cherche à revitaliser la croissance économique et la développer en commençant par une transition graduelle de son système économique centralisé vers une économie de marché et à l’intégrer dans l’économie mondiale. 
Les réformes sous le Doi Moi ont enlevé graduellement les embouteillages au niveau du secteur public et permettent les investissements privés. Les indicateurs clés de mesures incluent le transfert des terres agraires appartenant à l’État aux particuliers, la libéralisation des prix et la privatisation des industries du commerce. 
Les principales réformes entreprises à partir de 1986 ont ciblé quatre secteurs : la privatisation de l’agriculture, les entreprises publiques, le secteur privé et la loi sur les investissements étrangers.

#### Quatre domaines

##### Privatisation de l’agriculture
Le Politburo adopte la résolution numéro 10 en avril 1988 sur la rénovation du mode de gestion en agriculture. La résolution confirme le retour à une agriculture privée, dans laquelle on privilégie les paysans plutôt que les coopératives. Ce qui signifie que la terre est partagée entre les paysans en tenant compte du nombre de personnes dans la famille et leur capacité de gérer la terre.  L’usage de la terre est concédé pour une durée de quinze ans à condition de payer les diverses taxes. Une fois les taxes payées, la récolte devient la propriété du paysan et il est libre de la vendre sur le marché. En parallèle, le rôle des coopératives est réduit à des tâches d’irrigations et avec le temps, leurs ressources et leurs raisons d’être diminuent en proportion. En 1993, le droit d'utilisation de la terre devient transférable.

##### Entreprises publiques
De nouvelles règles ont été instaurées pour le fonctionnement du secteur public en décembre 1987. Les entreprises qui produisent des biens de consommation seront soumises à la loi du marché, plus spécifiquement, elles doivent respecter les règles de la comptabilité économique et doivent être rentables. À défaut de générer des profits, les entreprises devront se dissoudre ou repartir dans un autre secteur d’activité économique. 
Les entreprises publiques se voient dotées d’une responsabilisation de leur propre gestion à l’exception de 35 unions d’entreprises stratégiques ciblées par le gouvernement, on compte parmi elles les secteurs du transport, communications, produits chimiques, acier, charbon pour en nommer quelques-unes.  L’autonomie de gestion des entreprises publiques permet de passer librement des marchés, embaucher ses employés, fixer les salaires et investir. En revanche, les entreprises doivent payer un impôt sur leurs gains. 

##### Secteur privé
En juillet 1988, le Politburo adopte la résolution numéro 16 qui stipule que l’État garantit les intérêts légitimes, y compris le droit de propriété et d’héritage des petits entrepreneurs et des capitalistes nationaux engagés dans la production industrielle. Ce droit est maintenu pour tous les citoyens dans la constitution en 1992 et qui précise que la propriété légale des personnes physiques et morales ne sera pas nationalisée. La même année, le gouvernement supprimer le systèmes de contrôle des prix et du double prix.

##### Investissements étrangers
Les effets du Doi Moi sur les investissements directs étrangers (IDE) sont matérialisés rapidement après l’ouverture de l’économie vietnamienne aux investisseurs étrangers en 1987. Cette nouvelle loi promulguée le 9 janvier 1988 autorise plusieurs formes d’investissements étrangers : la coentreprise ; entreprise à 100 pour cent étrangère ; contrat de coopération d’affaires, entre entités économiques vietnamienne et étrangère. 
L’État offre des avantages consentis aux investisseurs étrangers par exemple :
- garantie contre la nationalisation ou l’expropriation, ainsi que pour le rapatriement des capitaux et des profits ;
- exonération totale d’impôt sur les bénéfices de 100 pour cent durant les deux premières années et de 50 pour cent pendant les deux années suivantes ;
- taux préférentiels d’impôt sur les bénéfices ;
- exonération de droits de douane sur les machines et les matières premières importées ;
- avantages supplémentaires pour les investissements dans les secteurs prioritaires.

Cette loi va être ajustée en 1992 pour inclure deux modalités supplémentaires : les investissements dans les zones franches et les opérations désignées par le sigle BOT (build, operate and transfer). De plus, la durée maximale des droits d’usage fonciers pour les coentreprises a été fixée à soixante-dix ans.
D’une interdiction complète des investissements directs étrangers avant 1987 à un influx des IDE qui comptabilise 180 millions de dollars américains en 1990 et suivi de 2,6 milliards de dollars américains en 1997, cette poussée économique coïncide avec les réformes du Doi Moi.
En 1995, le Viêt Nam devient membre de l'ASEAN.

#### Résultats économiques
Les réformes successives et l’adaptation de l'économie vietnamienne à la mondialisation libérale lui ont permis son entrée à l’OMC. en 2007. Les deux dynamiques à l’œuvre, mondialisation et régionalisation, poussent le Vietnam à s’ouvrir et à miser sur l’échange commercial pour développer son économie.
C’est le commerce extérieur qui a tiré vers le haut depuis 25 ans l’économie vietnamienne et qui lui permet d’atteindre toujours des hauts niveaux de croissance (plus de 7% en 2018). La libéralisation des forces productives à la campagne ainsi que la généralisation des variétés à haut rendement ont conduit par exemple le Vietnam à devenir le 2ème exportateur de riz (derrière la Thaïlande). En parallèle, d’autres cultures se sont également développées : la canne à sucre, le thé, le poivre, le caoutchouc ou le coton. Le café et l’aquaculture sont aussi deux très grandes sources de revenu pour le pays.
Le pays a ainsi adopté la même stratégie économique que les « dragons et tigres » de l’Asie Orientale, qui est de produire pour l’exportation en jouant sur l’avantage comparatif du bas coût de la main d’œuvre, que ce soit dans l’agriculture ou dans l’industrie (agroalimentaire, textiles notamment).
Aujourd’hui le pays exporte en très grande majorité des produits manufacturés (70% contre 12% pour les produits agricoles), ce qui a fait entrer le Vietnam dans la catégorie des « nouveaux pays industrialisés » selon la nouvelle division internationale du travail.
Peu atteint par la crise mondiale de 2008, le pays poursuit ses réformes et l’avenir économique du pays apparaît prometteur.
L'économie du Viêt Nam a connu une augmentation de son PIB de 6,6% en 2018, une tendance qui devrait se poursuivre en 2019,.